# Шумлянський Андрій Павлович
Андрій Павлович Шумлянський гербу Корчак — український шляхтич, урядник Королівства Польського. Представник шляхетського роду Шумлянських.

## Життєпис
Батько — Павло Шумлянський, жидачівський мечник, мати — дружина батька Димидецька.

Брати: Іван — луківський чесник, полковник, Йосиф, Дмитро.
Посідав уряд буцнівського старости. Відомий як фундатор церкви Непорочного Зачаття Пречистої Діви Марії при монастирі оо. василіян у Буцневі.
Дружина — сандомирська воєводичка Бідзінська.